# マイケル・アマコスト

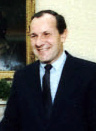
マイケル・アマコスト

マイケル・ヘイデン・アマコスト（Michael Hayden Armacost, 1937年4月15日 - 2025年3月8日）は、アメリカの外交官。元駐日アメリカ合衆国大使。

## 経歴
オハイオ州クリーブランド出身。1958年にミネソタ州のカールトン・カレッジを卒業。西ドイツボン大学留学、ニューヨーク州のコロンビア大学で国際政治学を専攻し1961年に修士号を、1965年に博士号を取得した。

### 政治と外交
1969年国務省に入省。1969年から1970年までホワイトハウス特別研究員、1969年から1972年まで国務省政策立案スタッフ、1972年から1974年まで駐日アメリカ大使特別補佐官、1974年から1977年まで再び国務省政策立案スタッフ、1977年から1978年まで国家安全保障会議東アジア担当上級スタッフ、1978年から1980年まで国防副次官補、1980年から1982年まで東アジア太平洋担当国務副次官補、1982年から1984年まで駐フィリピン大使、1984年から1989年まで政治担当国務次官を務めた。政治担当国務次官在任中の1989年1月20日から1月25日までは国務長官代行も務めた。
アマコストは1989年にアーミン・マイヤー以来久しぶりの外交官出身者として駐日大使に就任した。アマコスト以降、外交官出身の駐日大使は誕生していない。駐日大使在任中は日米貿易摩擦、湾岸戦争など問題の多い時期であった。アマコストは湾岸戦争時に日本の自衛隊派遣など積極的な貢献を要求したが、日本側は自民党内左派の海部俊樹首相のもと湾岸戦争での国連への人的貢献に煮え切らない態度を取り続けた。また貿易摩擦の問題ではコメの市場開放などを要求し圧力を強めた。こうした経緯と、前任のマイケル・マンスフィールドの温和な風貌と比較されたことも手伝って、アマコストは「ミスター外圧」と言われた。

### 教職と研究職
アマコストは1965年から1968年までカリフォルニア州のポモナ大学教授を、1968年から1969年まで日本の国際基督教大学客員教授を務めた。
国務省を退いた後は、1993年から1995年までスタンフォード大学アジア太平洋研究センター研究員、1995年から2002年までブルッキングス研究所所長、2002年から再びスタンフォード大学アジア太平洋研究センター研究員に復帰し、2021年まで務めた。
2015年6月23日朝日新聞朝刊17面で、普天間基地移設が遅れて普天間周辺に墜落事故が起きた場合の反米感情のデメリットと米国防衛予算軽減策の海兵隊辺野古移設のメリットを考えると米国の利益にならないと言っている。

### 栄典
- 2007年 - 日本国旭日大綬章（旧勲一等旭日大綬章）

### 死去
2025年3月8日に死去。87歳没。

## 著書
- 『友か敵か』 読売新聞社外報部訳、読売新聞社、1996年